# Wit-Rusland op het Eurovisiesongfestival 2004
Wit-Rusland deed mee  aan het Eurovisiesongfestival 2004 in Istanboel. Het was het debuut van het land aan het Eurovisiesongfestival. BTRC was verantwoordelijk voor de Wit-Russische bijdrage voor de editie van 2004.

## Selectieprocedure
Wit-Rusland werd vertegenwoordigd door het duo Aleksandra & Konstantin met het lied My Galileo. De nationale finale werd gehouden op 31 januari 2004, en werd gepresenteerd door Larisa Gribaleva en Ales Kruglyakov. De winnaar werd gekozen met behulp van televoting en internetvoting. 15 van de 59 deelnemende liedjes ging door naar de nationale finale. De 15 gelukkigen werden bekendgemaakt op 4 januari 2004.

## In Istanboel
Wit-Rusland moest als 2de aantreden op het festival in de halve finale, net na Finland en voor Zwitserland. Op het einde van de avond bleek dat ze op een gedeelde 19de plaats waren geëindigd met 10 punten.
Nederland en België hadden geen punten over voor deze inzending.

### Gekregen punten

#### Halve Finale
| 12 punten  | 10 punten | 8 punten | 7 punten             | 6 punten  |
| ---------- | --------- | -------- | -------------------- | --------- |
|            |           |          |                      |           |
| 5 punten   | 4 punten  | 3 punten | 2 punten             | 1 punt    |
| - Oekraïne |           |          | - Estland - Litouwen | - IJsland |

### Punten gegeven door Wit-Rusland

#### Halve Finale
| 12 punten | Oekraïne             |
| 10 punten | Servië en Montenegro |
| 8 punten  | Griekenland          |
| 7 punten  | Kroatië              |
| 6 punten  | Cyprus               |
| 5 punten  | Nederland            |
| 4 punten  | Letland              |
| 3 punten  | Israël               |
| 2 punten  | Litouwen             |
| 1 punt    | Malta                |

#### Finale
| 12 punten | Rusland              |
| 10 punten | Oekraïne             |
| 8 punten  | Cyprus               |
| 7 punten  | Servië en Montenegro |
| 6 punten  | Griekenland          |
| 5 punten  | Kroatië              |
| 4 punten  | Zweden               |
| 3 punten  | Turkije              |
| 2 punten  | Spanje               |
| 1 punt    | Verenigd Koninkrijk  |

2004 · 2005 · 2006 · 2007 · 2008 · 2009 · 2010 · 2011 · 2012 · 2013 · 2014 · 2015 · 2016 · 2017 · 2018 · 2019 · 2020-2025